# علم زائف (فلم)
عَلَمٌ زَائِفٌ (بالإنجليزية: False Flag) هو فيلم نيجيري صدر عام 2017 من إنتاج وإخراج ألويل أديمولا.

## القصّة
يقعُ رجلٌ لطالما رفض الزواج في حبِّ امرأةٍ مصابةٍ بفيروس نقص المناعة البشرية. عائلة الرجل غير راضية عن العلاقة، وتضغطُ عليه من أجل إنهائها لكنّه يرفضُ ذلك ويُقاوم كلّ شيءٍ في سبيلِ حبيبته.

## طاقم التمثيل
| - غابرييل أفولايان - عائشة لاوال | - وومي توريولا - ألويل أديمولا |